# 조지나 레오니다스
조지나 레오니다스(Georgina Leonidas, 1990년 2월 28일 ~ )는 잉글랜드의 배우이다.

## 출연 작품
- 해리 포터와 죽음의 성물 - 1부 (2010)
- 나인 (2009)
- 해리 포터와 혼혈 왕자 (2009)
- 백대드 익스프레스 (2008)